# Carmen figuratum

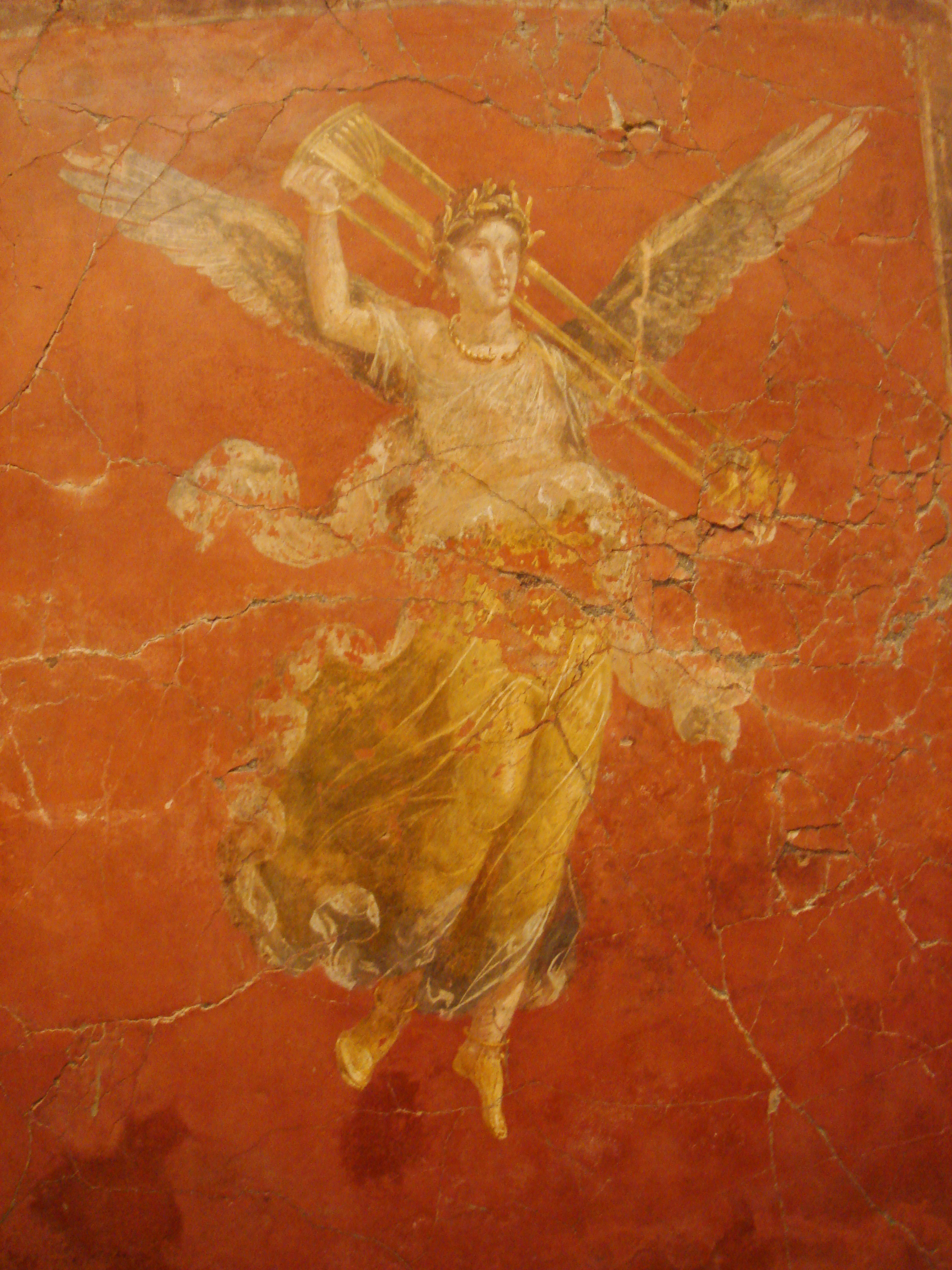
Art décoratif, la fresque romaine, très appréciée des patriciens comme des plus humbles, est une vision quotidienne d'où découlent de nombreuses visions antiques de l'art en général, et de la calligraphie en particulier.

Un Carmen figuratum (pluriel : carmina figurata) est un poème à technopaegnia ayant une certaine forme représentant un motif formé par tous les vers qu'il contient ; il est ainsi proche du calligramme apollinarien. Par exemple, un  poème de France Prešeren : Zdravljica, est formé de strophes qui ressemblent chacune à une coupe de vin. 

## Historique: un art gréco-romain?
« Ut araneoli, tenuem formavimus orsum. »
« Comme des araignées, nous avons tissé notre ouvrage subtil [référence ?]. »

### En poésie latine
Au Ier siècle av. J.-C., Horace traduisait dans sa formule lapidaire Ut pictura poesis (« la poésie comme une peinture ») le lieu commun d'une écriture mêlant calligraphie, littérature et enluminure dans une « toile » visuelle comparable à une fresque ou une tapisserie. Cette formule ne fut pas oubliée : l'ouvrage théorique dont elle est tirée, l'Ars Poetica, figure en bonne place dans les armaria médiévales, avec une dominante jusqu'au XIIe siècle. On ne comptera même pas la somme titanesque de « calligrammes » issus de terre d'Islam et toujours inventés de nos jours, la calligraphie arabe s'inscrivant dans un interdit fondamental de tabou figuratif et laissant libre cours à l'imagination des poètes.
L'art qui « lie » par des fils symboliques le fond et la forme dans une seule vision (ars aragnea, « technique arachnéenne ») est naturellement un objet de recherche plus ancien qu'Horace lui-même : Simmias de Rhodes au IVe siècle av. J.-C. avait déjà conçu des sortes de calligrammes en grec, en forme d'ailes d'Icare ou de labrys [traduction ?]. Le genre trouve une certaine apogée au Bas-Empire : Optatianus Porfirius (fl. 325) s'en fait une spécialité. Au VIe siècle, Venance Fortunat use de ces « poèmes-dessins » pour une supplique à Syagre d'Autun, mêlant diverses métaphores (ses larmes pour l'encre, les fils d'une trame pour ses vers, les initiales pour une chaîne à entraves...) dans une composition complexe, qui va jusqu'à assimiler le poème à un piège à oiseaux, quinquifidus. Un des ouvrages fondateurs du dogme chrétien, le De doctrina christiana (397) d'Augustin d'Hippone, travaille déjà à une catégorisation de la phonétique (nomen), du signe (figura) et de la portée symbolique (potestas) du mot ; cet ouvrage très populaire chez les moines et les évêques ne fera que renforcer les débats sur l'écriture au fil du temps
Au Moyen-Âge, les carmina figurata trouvent une parenté dans les carmina quadrata, sortes de jeux visuels sous forme de mots croisés, le plus célèbre étant la figure de Louis le Pieux dans le Liber de laudibus Sanctae Crucis) : la ligne droite de lecture, verticale ou horizontale, peut se plier, se tordre au fil de ce que le poète veut dévoiler implicitement et explicitement de son travail, destiné à la glorification de Dieu et à la compréhension des mystères divins. Aldhelm de Sherborne, dans ses Aenigmata, n'évoque pas autre chose :

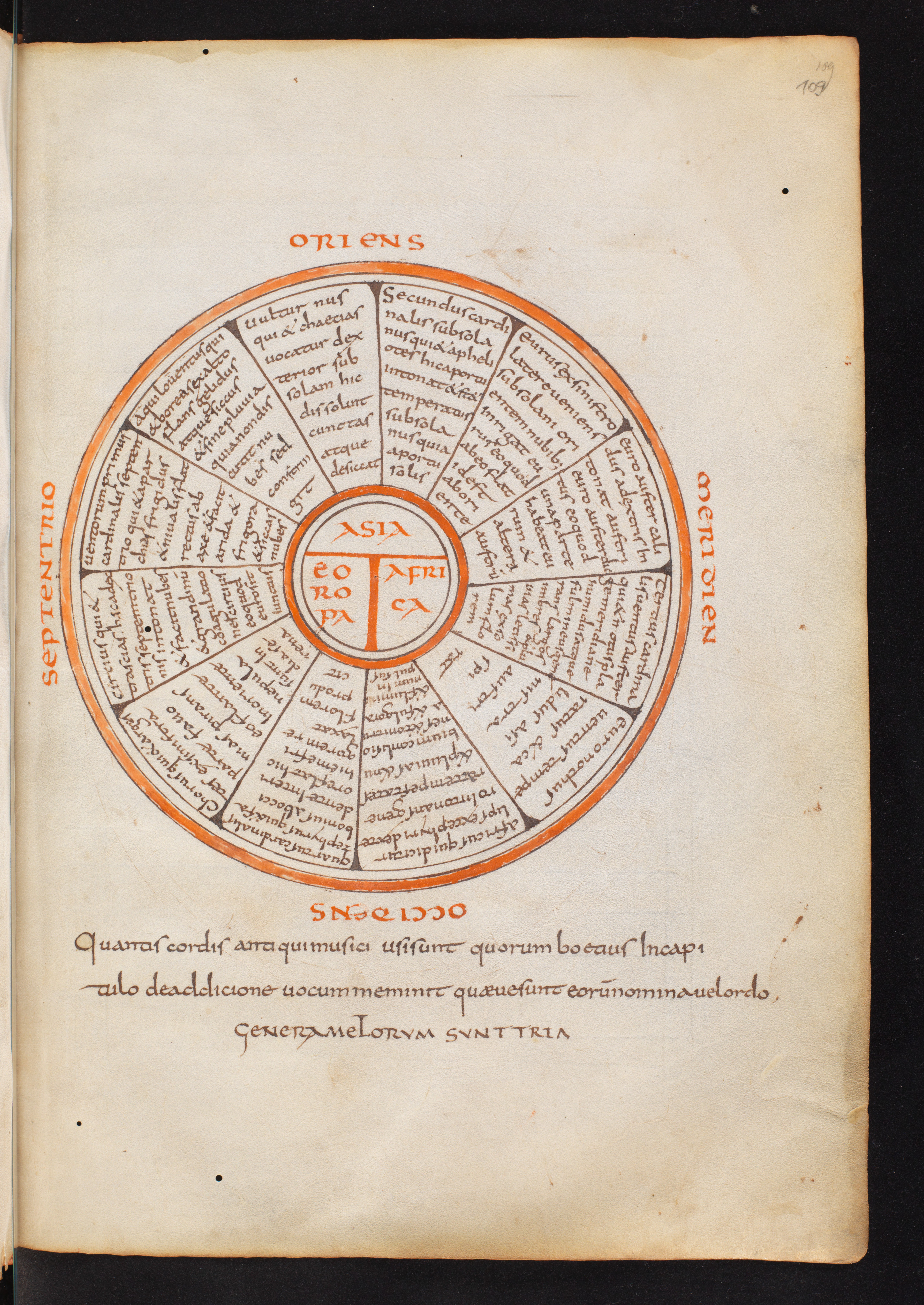
Les figurata rejoignent la cosmogonie médiévale dans la représentation géométrique du système et les correspondances avec les écritures bibliques.

« Nec satis est unum per campos pandere callem
Semita quin potius milleno tramite tendit
Quae non errantes ad coeli culmina vexit. »
« Et ce n'est pas assez d'ouvrir un seul sillon dans les champs,
Le chemin s'étend plutôt par un millier de trames
Qui conduisent les justes au faîte du ciel. »

### Passion du Haut Moyen Âge?
Après quelques figurata de charme d'époque mérovingienne (Ansbert de Rouen notamment) le grand spécialiste des carmina quadrata et figurata est sans doute Raban Maur, écolâtre puis abbé de Fulda (776-856), avec Alcuin et l'irlandais Joseph Scot. La Renaissance carolingienne, bien que limitée dans l'espace, a remis au goût du jour les lettres latines : Charlemagne lui-même se pique de poésie (qu'il ne peut pas écrire lui-même, étant illettré), fonde un cortège de lettrés (l'Académie palatine) qui ne survivra pas vraiment à son créateur : mais l'impulsion est lancée et le Moyen Âge entier demeure hanté par le souvenir de la Restauratio Imperii doublé d'une providentielle Translatio studii [traduction et explication ?].
Les carmina figurata médiévaux abordent le plus souvent des thèmes religieux : il s'agit de faire correspondre le contenant et le contenu dans un message plus grand qui doit alors sembler évident. Dans un monde essentiellement visuel (l'écrasante majorité de la population est analphabète), les cathédrales rivalisent d'ingéniosité pour donner à voir l'origine du monde, ses grandes figures mystiques, son imminente annihilation et la façon d'en réchapper : Venance Fortunat témoignait déjà de l'habitude de peindre les figurata sur les murs des palais épiscopaux [référence ?].

La représentation du monde tel qu'il est conçu au Moyen Âge, avec les trois continents de la carte en T, est concernée : Raban Maur explicite le symbolisme des lettres du nom d'Adam, correspondant miraculeusement aux initiales des noms des points cardinaux en grec, Anatolé (Aνατολή ; le Levant), Dysis (Δυσις ; le Couchant), Arctos (Ἄρκτος ; la Grande Ours) et Mesembria (Μεσημβρία ; le Midi) ; il ouvre ainsi la voie à une véritable herméneutique occulte : Adam  est l'incarnation phonologique du monde, destiné à y régner par l'intermédiaire de sa descendance. L'analogie du Christ avec ce père de l'humanité est parlante pour un clerc médiéval : l'expansion du christianisme, religion missionnaire, s'offre aux quatre coins du monde comme une révélation.

Exemples de compositions de Raban Maur (Liber de Laudibus)
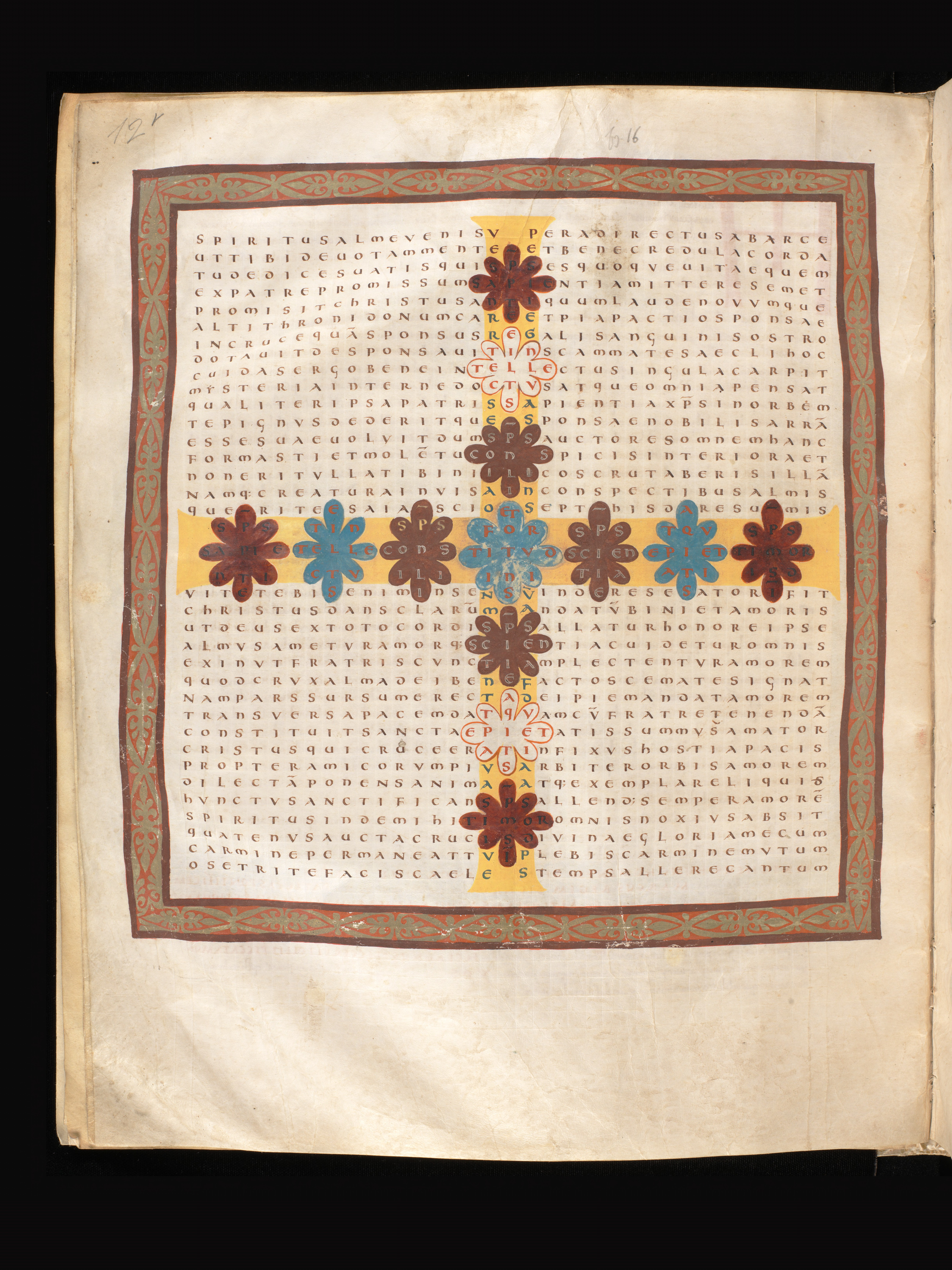
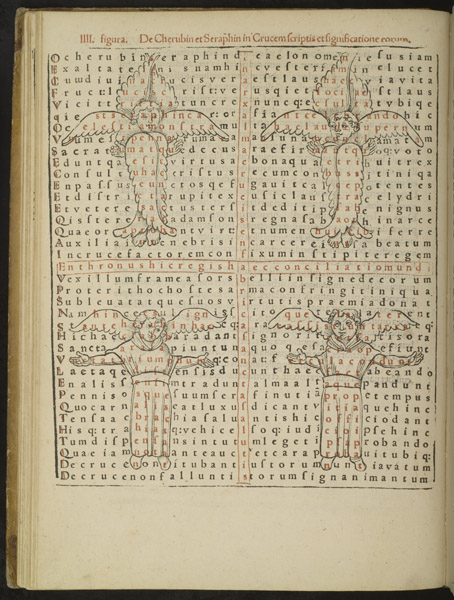
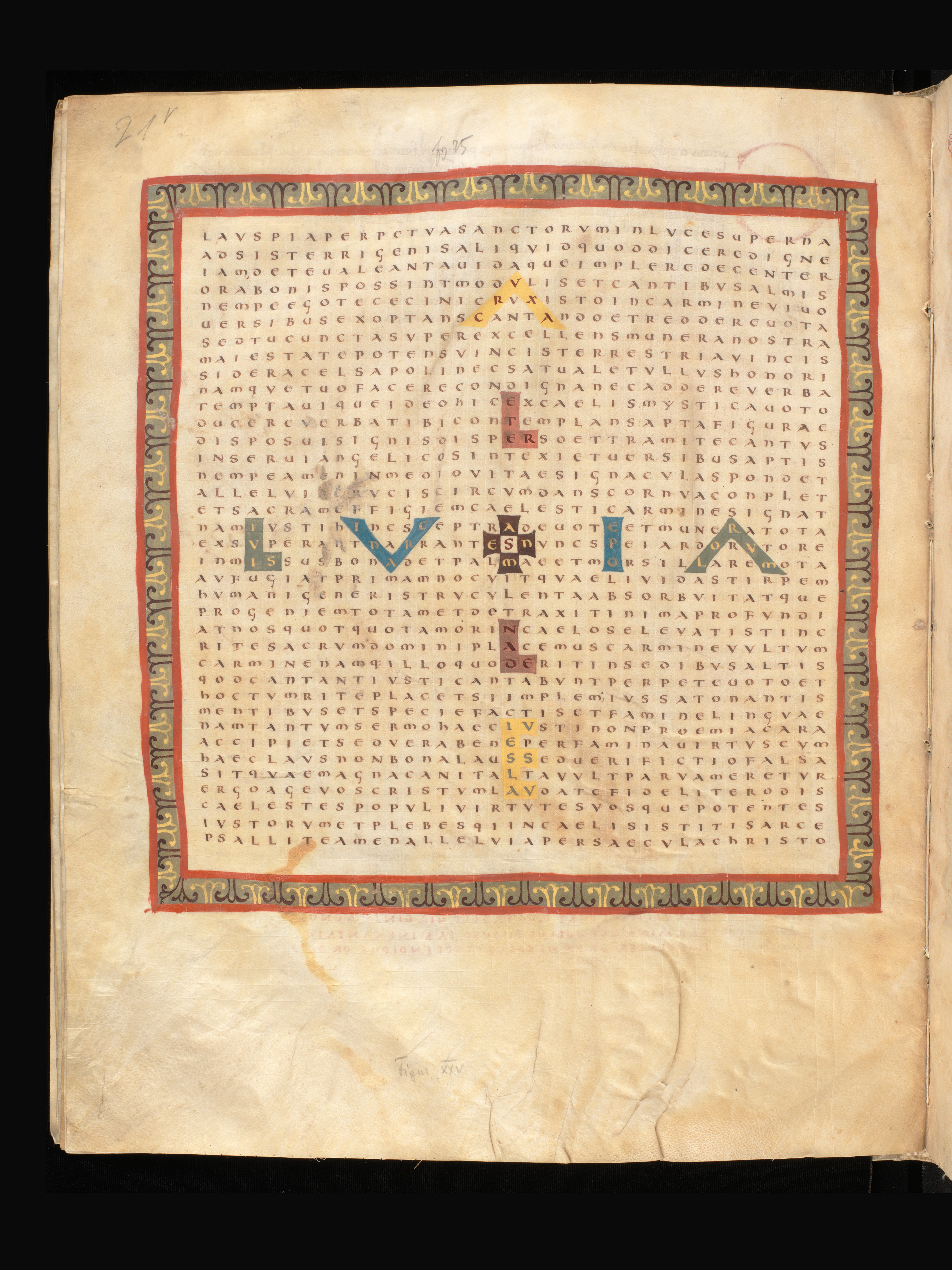
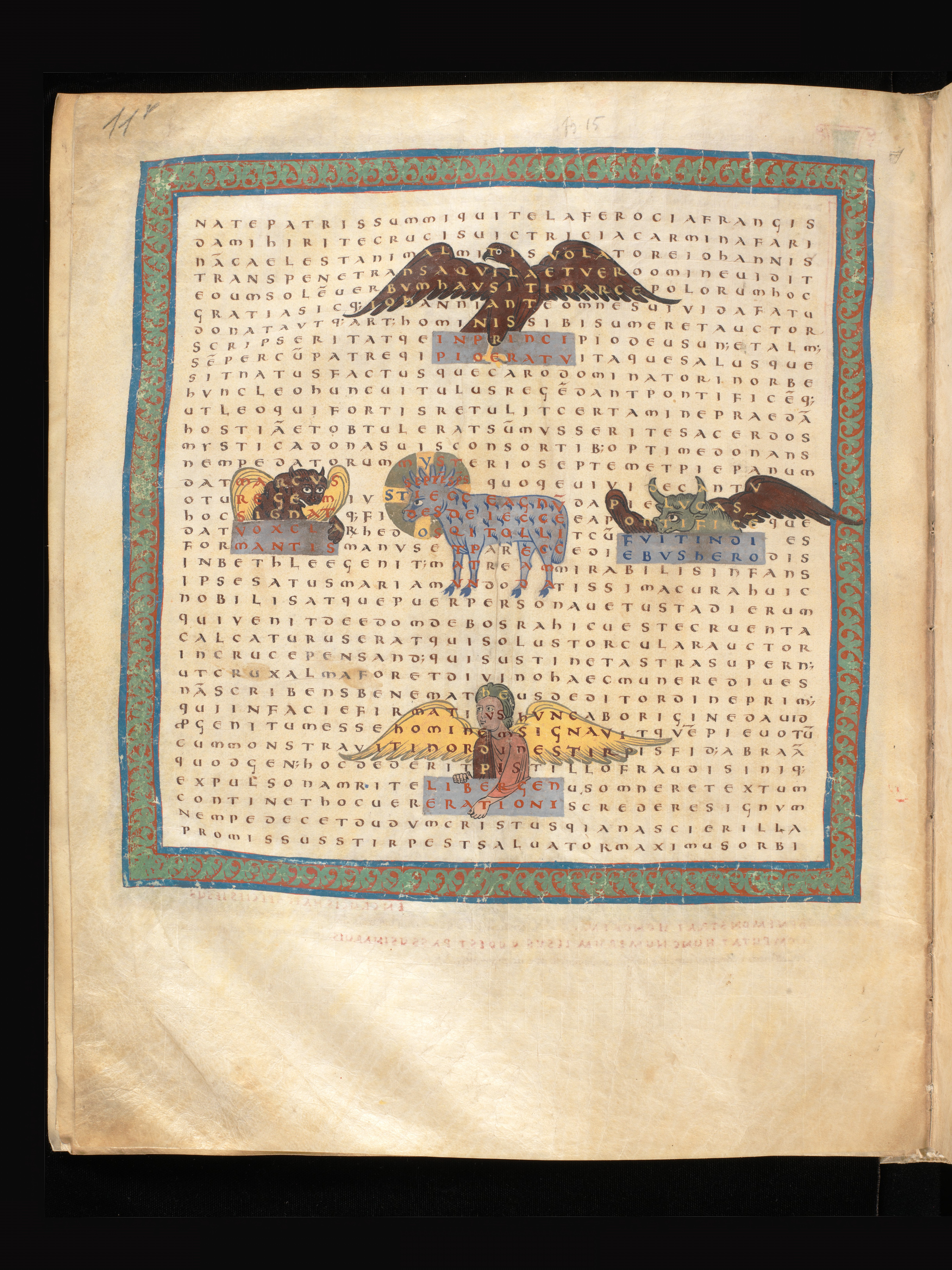
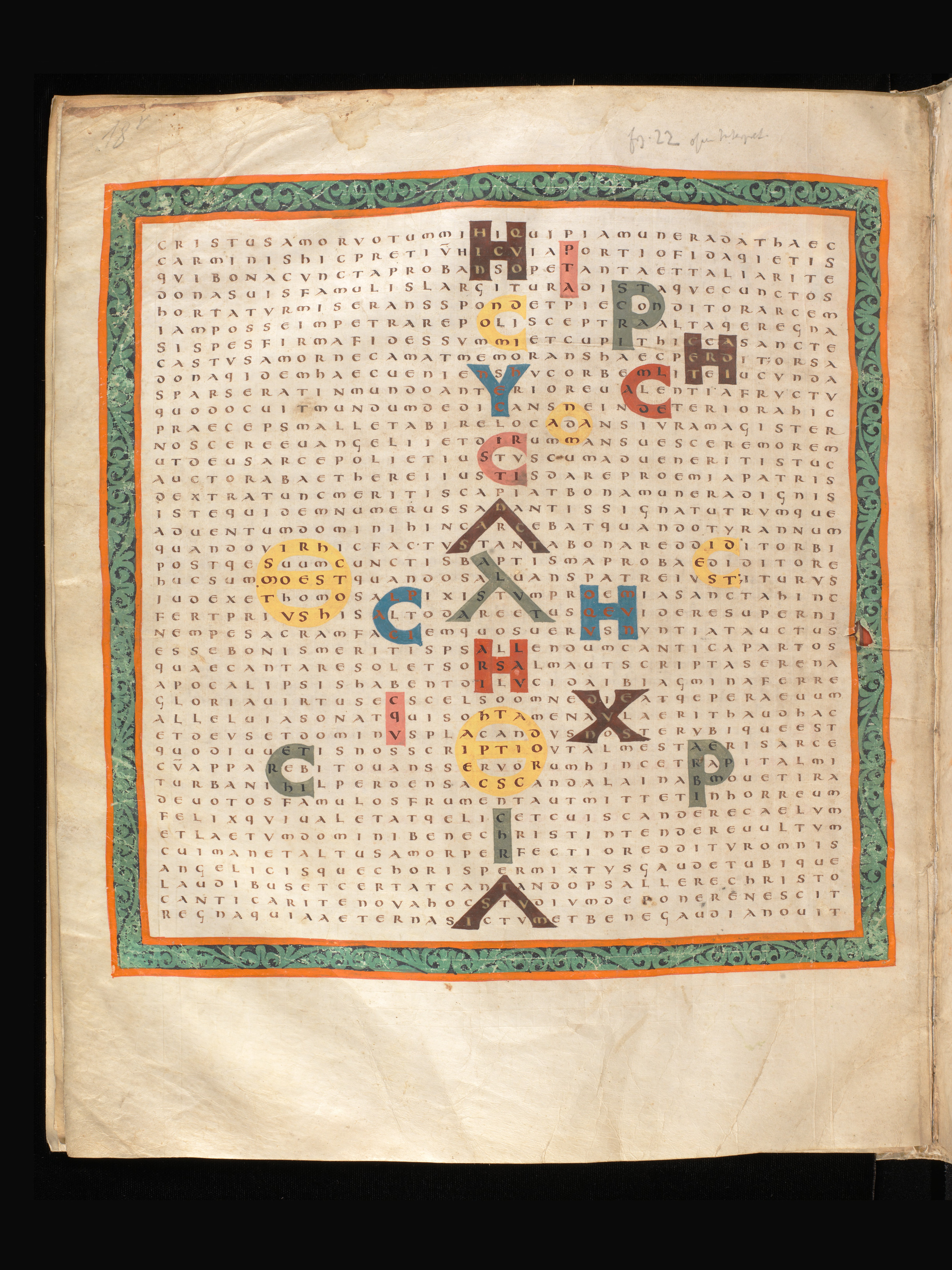

## Moyen Âge tardif et Renaissance
Contrairement au latin, la langue de communication par excellence, le grec et l'hébreu, langues savantes, ne sont lus au Moyen-Âge que par un nombre restreint d'individus. L'esprit humaniste du XVIe siècle favorise la redécouverte d'anciens carmina figurata et encourage les auteurs européens à s'en inspirer.